# Primadonna (Schiff)
Die Primadonna ist ein Flusskreuzfahrtschiff auf der Donau und wird von der Donau Touristik GmbH betrieben.

## Geschichte
Das Schiff wurde im Jahr 1998 als Delphin Queen auf der Deggendorfer Werft gebaut und am 30. Juni abgeliefert. Die Schiffstaufe erfolgte am 3. Juli 1998 durch Christiane Herzog, die Gattin des damaligen Bundespräsidenten. Die Delphin Queen wurde am 4. Juli 1998 nach 19 Monaten Bauzeit in Dienst gestellt.
Entwurf, Konzept und Design stammen von der Planungsgruppe Deas. Auftraggeber und Erstbesitzer war die Conti Flußschiffahrts-GmbH & Co KG, die das Schiff an die Delphin See- und Flußtouristik GmbH vercharterte, die Charter jedoch Ende 2000 kündigte. Ab 2001 fuhr das Schiff unter dem Namen Primadonna für Viking River Cruises. Von 2013 bis Juli 2015 war der Betreiber Nicko Tours. Im Juli 2015 kaufte die Donau Touristik GmbH (Linz-Österreich) diesen einzigen Flusskreuzfahrt-Katamaran der Welt. Das Fahrtgebiet der Primadonna ist die Donau ab Passau bis Budapest.

## Ausstattung
Das Schiff verfügt über 78 Kabinen für insgesamt 156 Gäste. Je 20 Passagierkabinen mit Balkon sind im Oberdeck und im Mitteldeck angeordnet. Diese 40 Kabinen wurden als vollständig installierte und ausgestattete Einheiten vorgefertigt. 38 weitere kleinere Kabinen befinden sich im Hauptdeck.
Einzigartig für ein Flusskreuzfahrtschiff ist die bei der Primadonna gewählte Bauform des Doppelrumpfschiffs.

## Unfall
Am 12. Dezember 2015 kollidierte die Primadonna bei der Einfahrt auf Sicht in die linke Schleusenkammer des Kraftwerkes Aschach mit der Kabelbrücke, über die die Steuerung der Schleuse führt. Die Brücke knickte und stürzte auf das Oberdeck des Schiffs. Sowohl an der Schleuse und der Infrastruktur, als auch an dem Schiff entstand erheblicher Sachschaden, Personen und die Umwelt kamen nicht zu Schaden. Erst nachdem eine provisorische Verkabelung errichtet worden war, konnte die rechte Schleusenkammer wieder ihren Betrieb aufnehmen und nach Abheben der beschädigten Kabelbrücke das Schiff aus eigener Kraft in die Schiffswerft Linz überstellt werden. Die Schleusenkammer war infolge der notwendigen Reparaturarbeiten bis zum 3. März 2016 für die Schifffahrt gesperrt.